# 観世清尚
観世 清尚（かんぜ きよひさ、享保12年（1727年） - 天明2年10月18日（1782年11月22日））は、江戸中期のシテ方観世流猿楽師。幼名は織之助。十七世観世宗家。観世銕之丞家の祖。観世織部を名乗る。織部清尚とも。
十四世宗家織部清親の子で十五世観世元章の弟。延享2年（1745年）、父・清親が没したことにより兄・元章が15世観世太夫となったが、元章が「左近」を名乗ったことから翌年、清尚が父の通称であった「織部」を称するようになった。
兄・元章が十代将軍徳川家治の若い頃から能楽の指南を務めたことから1752年（宝暦2年）分家を認められる。四座一流に次ぐ地位を認められ、幕府の演能にも出演する資格を得る。これが観世銕之丞家となる。この際、面(おもて)や装束などの分与も受けている。
その後、甥（厳密には兄の娘婿）である十六世・章学（あきのり）に嗣子がなかったことから宗家に戻り十七世となる。
長男に十八世宗家観世清充、次男に十九世宗家観世織部清興。